# Modrušani
Modrušani is een plaats in de gemeente Žminj in de Kroatische provincie Istrië. De plaats telt 119 inwoners (2001).